# Cheirostylis tortilacinia
Cheirostylis tortilacinia là một loài thực vật có hoa trong họ Lan. Loài này được C.S.Leou mô tả khoa học đầu tiên năm 1990.